# Рјурик
Рјурик  (руски: Рюрик, староисточнонордијски: Rørik („славни вођа”); око 830 — 879), био је варјашки вођа који је 862. стекао контролу над територијом Ладоге, и подигао населбину Холмгард поред данашњег Новгорода. Почетник је руске династије Рјурикович, која је владала Новгородском и Кијевском Русијом, касније до 14. века Галицијом-Волинијом и до 16. века Московском кнежевином.

## Историја
У руском летопису из 12. века Повест минулих лета говори се да је био Рјурик позван да помири ситуацију од стране завађених угро-финских и словенских племена. Тако је запосјео територије језера Ладоге и Новгорода, где је владао до смрти 879. Ожењен је био са Ефандом и био је почетник руске владарске династије, која је након смрти Рјурика седиште прењела у Кијев, одатле и име Кијевска Русија, која је постојала непрекидно до монголске инвазије 1240. године. Последњи Рјурикович који је владао је био Василиј IV (умро 1612).
Данас се у Новгороду налази рид који има изглед гробишта. Претпостављају да је реч о Рјуриковом гробу.